# 小行星7893
小行星7893（英語：7893）是一颗围绕太阳公转的小行星。1994年12月2日，清水義定、浦田武在那智胜浦町发现了此天体。
这颗小行星的绝对星等为270.0456184762586等。